# Hilton A. Green
Hilton A. Green (* 3. März 1929 in Los Angeles, Kalifornien; † 2. Oktober 2013 in Pasadena, Kalifornien) war ein US-amerikanischer Filmproduzent, der in den 1980er und 1990er Jahren verschiedene Filmproduktionen für Film und Fernsehen realisierte, darunter Kinofilme wie Psycho II, Das darf man nur als Erwachsener, Steinzeit Junior oder Zeus & Roxanne – Eine tierische Freundschaft.

## Leben und Werk
Hilton A. Green, geboren 1929 in Los Angeles im Bundesstaat Kalifornien, begann seine Filmlaufbahn 1955 als Assistant Director bei William Wylers Filmdrama An einem Tag wie jeder andere. Green bekleidete diese Position bis zum Jahr 1967. In dieser Zeit betreute er zahlreiche Folgen von populären TV-Serien, unter anderem Dezernat ‘M’ oder Alfred Hitchcock präsentiert. Dem Regisseur Alfred Hitchcock stand er auch bei dessen Filmen Psycho 1960 und Marnie 1964 als Assistant Director zur Seite.
In seiner Funktion als Produzent entstanden dann in den 1980er Jahren die Fortsetzungen mit dem Schauspieler Anthony Perkins in der Rolle des Norman Bates in Psycho II (1983), und Psycho III (1986). Als ausführender Produzent beteiligte sich Green darüber hinaus in den 1990er Jahren unter anderem auch an den Produktionen Psycho IV – The Beginning oder den Komödien Steinzeit Junior, Schwiegersohn Junior, Zeus & Roxanne – Eine tierische Freundschaft und der Fortsetzung Wieder allein zu Haus.
Hilton A. Green war der Sohn des Filmregisseurs Alfred E. Green und der Schauspielerin Vivian Reed. Seine Brüder waren der Produktionsmanager Marshall Green, und der Filmproduzent Douglas Green.
Am 2. Oktober 2013 verstarb Green im Alter von 84 Jahren in Pasadena.

## Filmografie (Auswahl)

### Kino
- 1983: Psycho II
- 1984: Das darf man nur als Erwachsener (Sixteen Candles)
- 1986: Psycho III
- 1992: Steinzeit Junior (Encino Man)
- 1993: Schwiegersohn Junior (Son in Law)
- 1997: Zeus & Roxanne – Eine tierische Freundschaft (Zeus and Roxanne)
- 1997: Wieder allein zu Haus (Home Alone 3)

### Fernsehen
- 1990: Psycho IV – The Beginning
- 1991: Gefährlicher Engel (Sweet Poison)